# K. Voetbal Vereniging Quick 1920
K. Voetbal Vereniging Quick 1920, conhecido como Quick '20, é um clube holandês de futebol de Oldenzaal, na Holanda. Fundado em 12 de outubro de 1920, disputa a Topklasse, terceiro escalão do futebol holandês. Manda seus jogos no estádio Sportpark Vondersweijde, que tem capacidade para 7 mil espectadores.